# КБ-586
КБ-586 — российский башенный безоголовочный верхнеповоротный грузоподъёмный кран. Имеет множество исполнений, которые различаются грузовысотными характеристиками, по типу основания и соответственно, схемам монтажа и возможностью перемещения. Кран выпускается как в приставном, так и в передвижном исполнении (на рельсовом ходу).
Впервые часть крана была представлена на выставке CTT-2010 в г. Москва. Полностью в сборе кран был показан на следующей выставке (CTT-2011). Серийное же производство крана начато нязепетровским Литейно-механическим заводом.

## Описание
Основное назначение — механизация строительно-монтажных работ при возведении жилых, гражданских и промышленных зданий и сооружений повышенной этажности с массой монтируемых элементов до 10 т. Для возведения вытянутых зданий и сооружений предназначены краны в передвижном исполнении — высотой до 65 м.
Рабочая стрела — балочного типа, вдоль которой перемещается грузовая тележка. В качестве основного грузозахватного приспособления используется грузовой крюк. Запасовка канатов — двукратная или четырёхкратная (с устройством автоматического изменения запасовки). Питание крана осуществляется от сети переменного тока 380 В частотой 50 Гц.

## Технические характеристики
Характеристики крана приведены в карточке.

## Конструкция
Краны всех исполнений управляются из кабины управления, оснащённой джойстиками и информационной панелью, на которой отображаются все текущие параметры, а также выводятся сигналы (звуковые) системы безопасности. Все исполнительные (рабочие) механизмы крана — частотно-регулируемые.

### Башня и секции
Башня составляется из промежуточных секций и представляет собой тип неповоротных и подращиваемых сверху. Увеличение высоты осуществляется при помощи гидравлического монтажного устройства. В качестве промежуточных секций применяются металлоконструкции-фермы (шириной 2,18м) трёх типов, отличающихся по длине (4 м, 8 м или 12 м). Максимальное количество секций при максимальной высоте крана может достигать 45 шт. Соединение секций производится на шпильках.

### Опорно-поворотное устройство
Опорно-поворотное устройство типа PLS  снабжено централизованной системой смазки и оборудовано токосъёмником. Привод механизма включает в себя два планетарных трёхступенчатых редуктора со съёмной приводной шестернёй.

### Рабочие механизмы
Основные рабочие механизмы крана выполнены с барабанами, планетарными редукторами, электрическими. Грузовая лебёдка имеет электродвигатель с колодочным тормозом (типа ТКГ). Лебёдка грузовой тележки — электропривод с электромагнитным дисковым тормозом.

## Монтаж и демонтаж
Монтаж производится одним вспомогательным стреловым самоходным краном и с использованием монтажной обоймы, которая после окончания работ может быть снята — для применения в сборке башни другого крана.
В стационарном исполнении, основание башни может устанавливаться либо на опорной крестообразной раме с балластом, либо в монолитном фундаменте. В последнем случае крепление башни осуществляется при помощи анкерных болтов. В случае рельсового исполнения крана, башня устанавливается на ходовую раму.
После сборки башни, переходят к монтажу рабочей стрелы, сборка которой осуществляется как на земле (с последующей установкой на башню), так и непосредственно (по отдельным секциям) на уже смонтированный кран. Конструкцией предусмотрена возможность наращивания стрелы в процессе эксплуатации. При увеличении высоты, кран крепится к зданию специальными связями.

## Транспортировка
Транспортировка крана может осуществляться железнодорожным, автомобильным и водными видами транспорта.
- Транспортировка узлов крана по железной дороге производится на открытых платформах или полувагонах. При этом кран должен быть разобран на сборочные единицы.
- Транспортирование узлов крана по автомобильным дорогам производится на стандартных средствах. При перевозке крана автомобильным транспортом надлежит руководствоваться «Правилами техники безопасности для предприятий автомобильного транспорта», «Правилами дорожного движения» и инструкцией по монтажу крана[6].
- Конструкция крана позволяет транспортировать все узлы в транспортном габарите.